# Steingrab Ochtrup-Weinerbauerschaft
Das Steingrab Ochtrup-Weinerbauerschaft war eine mögliche vorgeschichtliche Grabanlage (eventuell ein Großsteingrab der jungsteinzeitlichen Trichterbecherkultur oder ein kleineres Steinkistengrab) bei Weiner, einer Bauerschaft im Süden von Ochtrup im Kreis Steinfurt (Nordrhein-Westfalen). Es wurde um 1937 entdeckt und wohl wenig später zerstört.

## Lage
Der Standort des Grabes befand sich auf der Weide des Besitzers Elferinghoff in Weiner.

## Forschungsgeschichte
Das Grab wurde um 1937 entdeckt. Der Zerstörungszeitpunkt ist unbekannt.

## Beschreibung
Über Maße, Orientierung und Form des Grabes liegen keine Angaben vor. Auch über Funde ist nichts bekannt.